# Narros del Puerto
Narros del Puerto es un municipio de España, en la provincia de Ávila, comunidad autónoma de Castilla y León. Tiene una superficie de 10,37 km² y una población de 38 habitantes (INE, 2012). 

## Geografía
Integrado en la comarca de Valle de Amblés, se sitúa a 35 kilómetros de la capital provincial. El término municipal está atravesado por la carretera  N-502  entre los pK 29 y 30 y por la carretera local  AV-933 , que conecta con la  N-110 . El relieve del municipio es predominantemente llano por el valle de Amblés, aunque al sur y al suroeste se encuentran ya las primeras elevaciones que limitan el valle, superándose los 1280 metros. El río Aulaque, tributario del Adaja, recorre de sur a norte el territorio. La altitud oscila entre los 1290 metros al sur y los 1130 metros a orillas del río Aulaque. El pueblo se alza a 1153 metros sobre el nivel del mar. 
| Noroeste: Muñotello | Norte: La Torre | Noreste: La Torre        |
| Oeste: Muñotello    |                 | Este: La Hija de Dios    |
| Suroeste: Muñotello | Sur: Mengamuñoz | Sureste: La Hija de Dios |

## Historia
El primer registro, del que se tiene conocimiento hoy día, acerca de un asentamiento humano en esta localidad, son las diez inscripciones romanas (entre ellas, cinco aras epigrafiadas), datadas entre los siglos I y III, y halladas tras los trabajos restauración de la iglesia parroquial de Nuestra Señora de la Asunción realizados en el año 2000 y las excavaciones arqueológicas realizadas en 2003. Según la lecturas e interpretaciones de las epigrafías realizadas por (Hernando y Gamallo, 2004) (Rodríguez-Almeida, 2003), se sugiere la presencia de un santuario romano dedicado a los Lares Viales romanos, a la divinidad vetona Ilurbeda, y a Júpiter. En este sentido, conviene resaltar que Narros del Puerto se localiza en una posición estratégica respecto el acceso al paso septentrional de la Sierra de Gredos que da sobrenombre al pueblo: el Puerto de Menga. Era pues, un lugar de paso obligado para acceder desde el norte a la calzada del Puerto del Pico y, de hecho, el lugar conocido como Cruz de Hierro (situado en torno al km 31 de la actual carretera N-502) se considera un punto, en el que podrían confluir hasta tres calzadillas:
- El primer posible ramal se correspondería con el antiguo cordel de Peñaranda, que desde la Cruz de Hierro, atravesando el casco urbano de Narros del Puerto, se dirigiría hacia Muñana, en dirección a Peñaranda de Bracamonte, a través del Puerto de las Fuentes (Ferrándiz et al., 1987).
- La segunda posibilidad se correspondería con la antigua Cañada Real Leonesa Occidental, que desde la Cruz de Hierro delimita por completo el límite oriental del término municipal de Narros del Puerto, dirigiéndose hacia la localidad de La Torre y salvar la Sierra de Ávila por la Cruz de Gorría (Sanchorreja) dirigiéndose después hacia San Pedro del Arroyo (Arenillas, 1975).
- El último posible ramal se correspondería con la antigua calzadilla de Ávila, que encaminándose desde la Cruz de Hierro hacia el Puente de los Cobos, seguiría el curso del río Adaja hasta la ciudad de Ávila] (Rodríguez-Almeida, 2003).

Posteriormente, no se tiene constancia alguna de ningún otro hecho, hasta el origen de la actual población de Narros del Puerto, que se fija hacia el año 1090 y es coetáneo con el origen de la localidad vecina de Muñana y el despoblado conocido como Izquierdos (antiguamente Ezquerdos, despoblado localizado en el término de Amavida, en torno a los terrenos ocupados por la Ermita de Ntra. Sra. de Izquierdos) (Barranco, 1997). Estos asentamientos, como la mayoría de los del Valle de Amblés, se enmarcan en el proceso de repoblación llevada a cabo tras la reconquista de los territorios comprendidos entre el sur del río Duero y el norte del río Tajo, una vez reconquistado el Reino de Toledo (1085), durante el reinado de Alfonso VI de Castilla. La organización administrativa de esta amplia franja de territorio, conocida como la Extremadura castellana, se articuló sobre la base de las Comunidades de Villa y Tierra, y Narros del Puerto perteneció a la primigenia Comunidad de Villa y Tierra de Ávila (Martínez-Díez, 1983). 

En este punto, el propio origen etimológico del topónimo Narros del Puerto parece hacer referencia, por un lado, al origen de sus repobladores, que se considera fueron navarros, pues es ampliamente aceptado que el término Narros es evolución de Nafarros o Navarro-a (Tejero, 1983). Por otro lado, el sobrenombre del Puerto, parece hacer referencia al Puerto de Menga (antes conocido también como Puerto de la Mora), tal y como se mencionó con anterioridad, dado su emplazamiento estratégico con respecto a este paso de montaña.

La primera aparición documentada del topónimo Narros del Puerto (antiguamente, Naharros del Puerto) se encuentra en la Consignación de Rentas ordenada por el Cardenal Gil Torres a la Iglesia y Obispado de Ávila (1250), dentro del elenco de poblaciones pertenecientes al cabildo de Valdeamblés, arcedianato de Ávila. Anteriormente, este lugar aparece referido como Nafarros en un documento fechado en 1191, acerca de una serie de concesiones capitulares por parte del cabildo catedralicio de Ávila (Barrios-García, 2004).
Ya en el siglo XVI, con la desaparición administrativa de la Extremadura castellana y la creación, hacia 1536 de las provincias fiscales (Martínez-Díez, 1981), Narros del Puerto queda enmarcada dentro de la provincia de Ávila, en el Sexmo de San Pedro de la Tierra o Partido de la ciudad de Ávila, tal y como aparece en el Censo de población de la Corona de Castilla en el siglo XVI (González-Hernández, 1982) y en el Nomenclátor de Floridablanca, formado sobre informaciones solicitadas en 1785. También es de interés, la reseña que sobre Narros del Puerto se hace en el Catastro de Ensenada de 1749.

## Demografía
Narros del Puerto cuenta con una población de 28 habitantes (INE 2024).
| Gráfica de evolución demográfica de Narros del Puerto entre 1842 y 2021                                               |
| |
| Población de derecho según los censos de población del INE. Población de hecho según los censos de población del INE. |

Los registros demográficos permiten observar la evolución de la población de Narros del Puerto durante más de un siglo y medio, desde el año 1842. Hasta mediados del siglo XX, la población de Narros de Puerto fue creciendo constantemente (con una tasa de crecimiento mayor en la segunda mitad del siglo XIX), llegando a 393 habitantes en 1950. A partir de este año, y coincidiendo con el fenómeno migratorio conocido como éxodo rural, se inicia el despoblamiento de la localidad, descendiendo drásticamente su población durante las tres décadas siguientes, hasta los años 80. A partir de 1980, el éxodo rural se frena y la población disminuye paulatinamente, conforme se va acentuando el envejecimiento de la población residente.

Gracias a los datos disponibles en el INE, también es posible analizar la pirámide de población en dos momentos históricos, con una estructura demográfica completamente opuesta. La pirámide de población del año 1877, construida a partir de los datos del censo de este año, muestra una pirámide progresiva (con base ancha y rápida reducción hacia la cima), que se asocia con poblaciones con altos índices de natalidad y mortalidad, pero crecimiento muy rápido. Destaca también, la asimetría existente entre varones y mujeres en la franja de 20 a 29 años, a favor de las mujeres.

Por el contrario, la pirámide poblacional construida a partir de los datos del censo de 1991 es regresiva (con una base más pequeña que los escalones superiores). Este tipo de pirámides se asocia con poblaciones con una débil tasa de natalidad y mortalidad, lo que tiende a hacer disminuir la población joven y aumentar la población adulta. En el caso de Narros del Puerto, esta situación se manifiesta extremadamente, con la ausencia de población en la franja de edad de 0 a 19 años, y un considerable incremento de población en los segmentos por encima de 65 años. Además, la pirámide de población pone de manifiesto el total desequilibrio entre varones y mujeres, con práctica ausencia de mujeres, en la franja comprendida entre los 20 y 49 años.

|                                                            |
| Evolución de la población de Narros del Puerto desde 1842. |

|                                                            |
| Pirámide de población de Narros del Puerto en el año 1877. |

|                                                            |
| Pirámide de población de Narros del Puerto en el año 1991. |

## Patrimonio

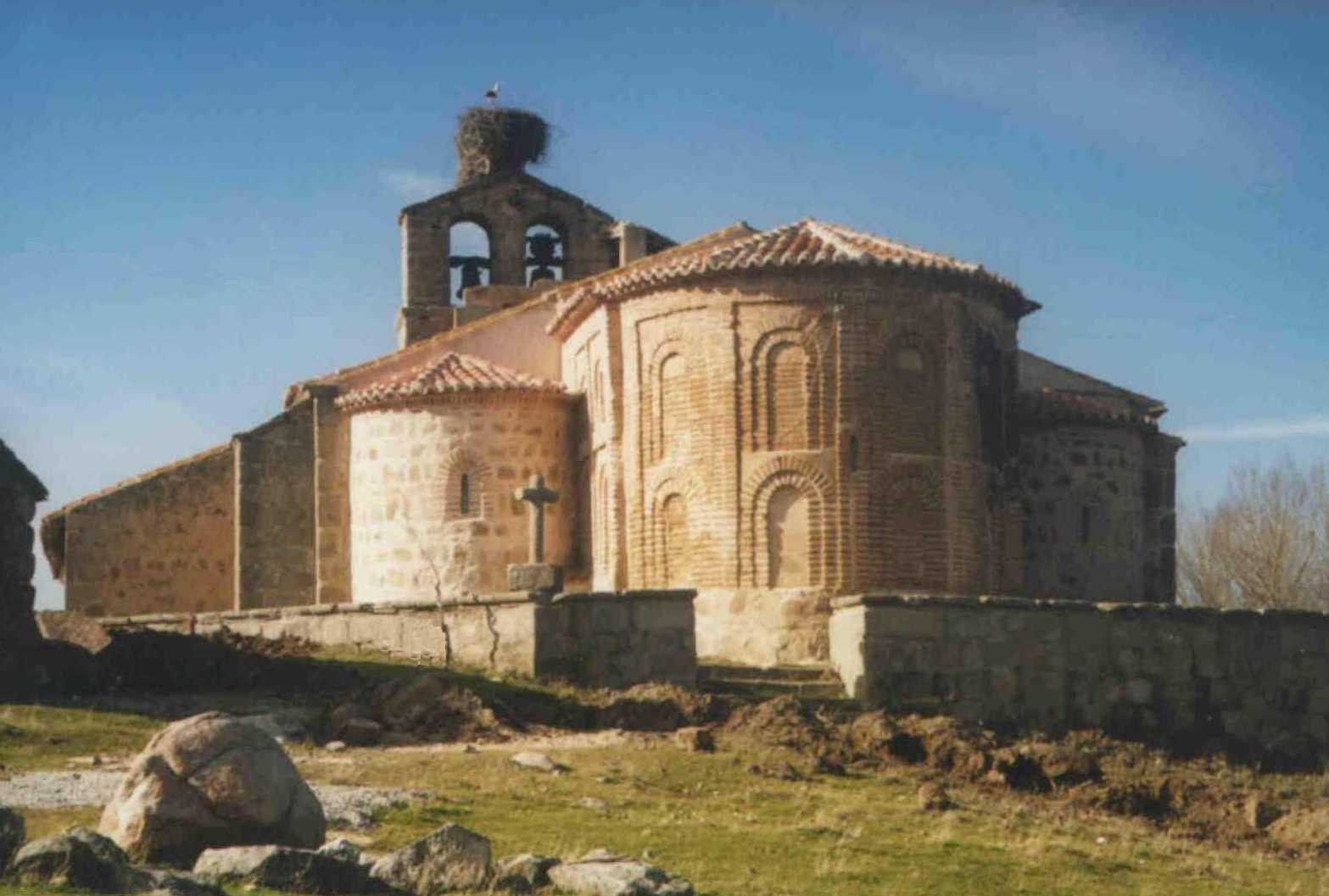
Iglesia de Nuestra Señora de la Asunción, Narros del Puerto (Ávila)

### Iglesia de Nuestra Señora de la Asunción
La iglesia parroquial de Nuestra Señora de la Asunción, extraordinario ejemplar de arquitectura mudéjar del siglo XIII, se localiza sobre un pequeño altozano a cuyo pie fluye el río Aulaque. La iglesia tiene tres naves y cubierta de madera, y también es de interés la pila bautismal de granito.

### Cañada Real Leonesa Occidental

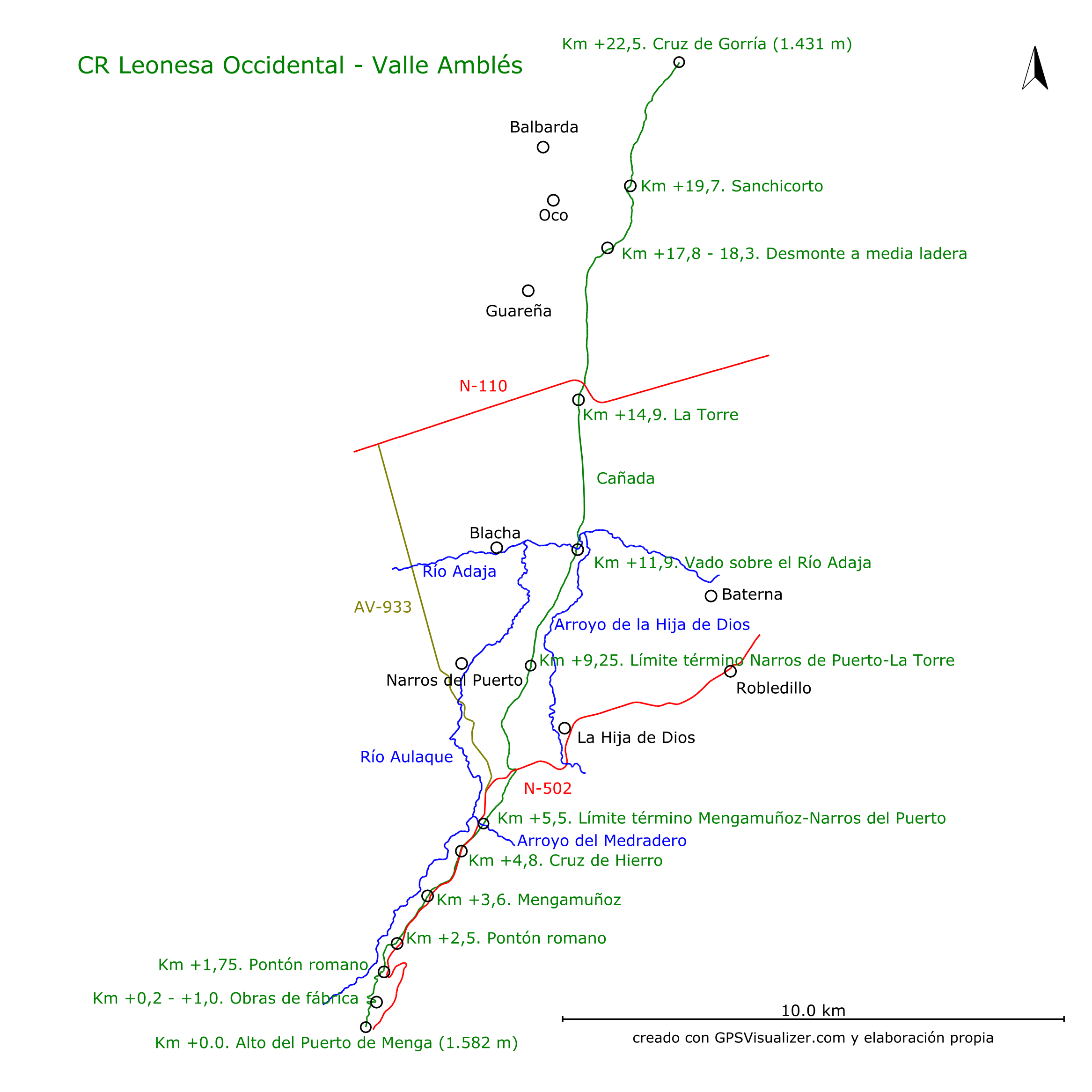
Trazado de la Cañada Leonesa Occidental a través del Valle de Amblés.

La actividad trashumante ha contribuido a la configuración del acervo cultural de las gentes de este lugar, no solo por la actividad ganadera en sí, sino también por el trasvase cultural entre gentes del norte (aquende la Sierra) y del sur (allende la Sierra), siguiendo las viejas vías pecuarias. Las principales vías pecuarias eran las Cañadas Reales, y por el término de Narros del Puerto discurre parte de la Cañada Real Leonesa Occidental.

La Cañada Real Leonesa Occidental entra en la provincia de Ávila por Arévalo, y atraviesa la provincia de norte a sur, abandonando la provincia de Ávila por Ramacastañas. La longitud aproximada del tramo abulense de la Cañada es de unos 120 km. El tramo específico que atraviesa Narros del Puerto, de unos 3,5 km, coincide con el límite oriental de su término municipal y está marcado por los grandes mojones de piedra que lo delimitan. Una vez que cruza el río Adaja, en un amplio vado existente entre las localidades de Blacha (La Torre) y Baterna (Solosancho), transcurre por la divisoria del Río Aulaque y el arroyo de La Hija de Dios, siguiendo el límite este de La Dehesa de Narros. Cruza el camino vecinal que une las localidades de Narros del Puerto y La Hija de Dios, continuando por el límite del término, hasta cruzar la carretera  N-502  a la altura del km 29. Continua por el camino situado al este del trazado de la carretera, por el lugar conocido como Conchuelas de Arriba, para descender después hacia el arroyo de Medradero, que cruza por un viejo puente de piedra, una veintena de metros aguas arriba del Puente de la Gargantilla. En este punto, abandona el término de Narros del Puerto, para a través de una calleja, llegar al lugar conocido como la Cruz de Hierro, ya en el término de Mengamuñoz. En (Arenillas, 1975) se plantea la hipótesis de que el trazado de la Cañada se correspondería con la continuación de la Calzada Romana del Puerto del Pico, a través del Puerto de Menga, en dirección a Arévalo.

### Costumbres y tradiciones
Dentro del corpus sonoro COSER (Corpus Oral y Sonoro del Español Rural), elaborado a partir del año 1990 por el Laboratorio de Lingüística Informática de la Universidad Autónoma de Madrid, se incluye una grabación sonora que recoge la entrevista a dos personas naturales de esta localidad (Ficha grabación), en la que además de los aspectos lingüísticos, es muy interesante el testimonio de los entrevistados en lo que supone de valiosa descripción de las costumbres y actividades tradicionales (labores del hogar, tareas agrícolas y ganaderas, la matanza, etc.), realizadas antaño por los habitantes de esta localidad.
Dos son los principales recursos naturales que se pueden disfrutar (y salvaguardar) en el entorno de Narros del Puerto, incluidos ambos en el Listado de Lugares de Importancia Comunitaria (LIC) de la red Natura 2000, de Conservación de los Hábitats Naturales y de la Flora y Fauna Silvestre de la Unión Europea.

### Riberas del río Adaja y afluentes
La ribera del río Aulaque, que desde el lugar conocido como Puente de la Gargantilla hasta su desembocadura en el río Adaja, es uno de los tramos incluidos en el LIC Riberas del río Adaja y afluentes, que se extiende por las provincias de Ávila, Segovia y Valladolid. Entre los hábitats de interés presentes en este tramo del río Aulaque se encuentran:

- Los tramos con caudal variable que presentan vegetación acuática enraizada de plantas sumergidas o de hojas flotantes (Ficha hábitat en red Natura 2000 (enlace roto disponible en Internet Archive; véase el historial, la primera versión y la última).).
- Prados húmedos que permanecen verdes en verano generalmente con un estrato herbáceo inferior y otro superior de especies con aspecto de junco. (Ficha hábitat en red Natura 2000 (enlace roto disponible en Internet Archive; véase el historial, la primera versión y la última).).
- Bosques en galería de los márgenes de los ríos, nunca en áreas de alta montaña, dominados por especies de chopo o álamo (Populus), sauce o verguera (Salix) y olmo (Ulmus) (Ficha hábitat en red Natura 2000 (enlace roto disponible en Internet Archive; véase el historial, la primera versión y la última).).

Respecto a la conservación de este recurso, potencialmente se encuentra amenazado por la deficiente gestión de la explotación de las aguas corrientes del río Aulaque, así como por el vertido de aguas residuales, y ocasionalmente, de escombros y basura, en las proximidades de la localidad.

### Espacio Natural de la Sierra de la Paramera y Serrota
A través del término de Narros del Puerto, transcurre parte del límite norte del LIC de las Sierras de la Paramera y Serrota. Este LIC cuenta con protección adicional, al estar incluido en la Red de espacios naturales de Castilla y León. Entre los valores que justifican la declaración de este espacio como zona protegida destacan:

- La erosión glaciar llevada a cabo en el período Cuaternario en torno al enclave de La Serrota, con presencia de cinco aparatos glaciares: Las Cerradillas en la vertiente de Cepeda de la Mora, La Honda y la Media Luna en la vertiente de Muñotello, y los aparatos de Pradosegar y Los Hornillos, en la zona de Pradosegar; así como, las formas de periglaciarismo existentes en ambas sierras.
- La fauna presente en este espacio, destacando las aves, y en especial las comunidades de paseriformes (curruca rabilarga, pechiazul, cogujada montesina), y rapaces (búho real, halcón peregrino, águila real, buitre real, milano real).